# حارة الزبير بن العوام (صنعاء)
حارة الزبير بن العوام هي إحدى حارات حي السواد الشمالي بمديرية السبعين إحد مديريات العاصمة اليمنية صنعاء، بلغ تعداد سكانها 2200 نسمة حسب تعداد اليمن لعام 2004.